# Kleine zeeappel
De kleine zeeappel, ook wel gewone zeeappel (Psammechinus miliaris), is een zee-egel uit de familie Parechinidae. De kleine zeeappel zit meestal verborgen tussen kieren en spleten van stenen van mossel- en oesterbanken. Hij komt voor op ondiep water tot 100 meter diepte.
De diersoort komt voor in de ondiepe gebieden van de oostelijke Atlantische Oceaan en de Noordzee.
De wetenschappelijke naam van de soort werd in 1771 gepubliceerd door Philipp Ludwig Statius Müller.

## Kenmerken
De kleine zeeappel is 4-5 cm groot. De kleur is min of meer groen, de uiteinden van de stekels zijn paars waardoor de zeeappel vaak geheel paars lijkt. De onderkant is plat.

## Levenswijze
Hij voedt zich met diatomeeën, wormen, hydroïdpoliepen, kleine kreeftachtigen, weekdieren en wieren. De wieren worden ook gebruikt als beschutting tegen zonnestralen en voor camouflage door ze met zijn voetjes over zich heen te trekken. Met behulp van de stekels en zuigvoetjes aan de onderzijde beweegt het dier zich langzaam kruipend voort.

## Voorkomen
Hij komt voor in de oostelijke Atlantische Oceaan van Scandinavië tot in het zuiden van Marokko. Hij komt niet voor in de Middellandse Zee. Vooral in de Noordzee komt hij algemeen voor. In Nederland komt hij voor in de Grevelingen, Ooster- en Westerschelde, Waddenzee. Ook op natuurlijk en door de mens gemaakt hard substraat in de Noordzee.